# Euclemensia
Euclemensia ist eine Gattung der Schmetterlinge aus der Familie der Prachtfalter (Cosmopterigidae).

## Merkmale
Der Kopf der Falter ist glatt beschuppt. Die Fühler sind 3/5 bis 3/4 so lang wie die Vorderflügel. Die Labialpalpen sind zurückgebogen, glatt beschuppt und reichen bis zum Vertex (Scheitel) oder darüber hinaus. Die Vorderflügel sind lanzettlich und haben erhabene Schuppenflecke. Die Hinterflügel sind ebenso breit wie die Vorderflügel und verjüngen sich ab der Flügelmitte. Das Abdomen läuft spitz zu.
Die Genitalarmatur der Männchen ist leicht asymmetrisch. Die Brachia sind lang und breit und laufen spitz zu. Die Valven sind lang und schlank und leicht gekrümmt. Die Valvellae sind lang und schmal und laufen spitz zu. Das Vinculum ist breit und hat keinen Saccus. Der Aedeagus ist lang, gerade oder gekrümmt und hat einen oder zwei große Cornuti.
Bei den Weibchen sind die Apophyses posteriores länger als die Apophyses anteriores. Das Ostium ist breit und trichterförmig. Der Ductus bursae ist kurz und hat ein stark sklerotisiertes Antrum. Das Corpus bursae ist in zwei verschieden große Teile geteilt und hat keine Signa.

## Verbreitung
Die Vertreter der Gattung Euclemensia  sind in der Holarktis und in der Neotropis beheimatet.

## Biologie
Die Raupen der amerikanischen Arten sind Parasitoide und entwickeln sich in den Weibchen der Schildlausgattung Kermes.

## Systematik
In Europa ist die Gattung nur mit einer Art (E. woodiella) vertreten, diese gilt als ausgestorben. In Nordamerika sind drei Arten heimisch.
- Euclemensia barksdalensis Lee & Brown, 2011
- Euclemensia bassettella Clemens, 1864
- Euclemensia schwarziella Busck, 1901
- Euclemensia woodiella (Curtis), 1830